# Xã Lakeport, Quận Woodbury, Iowa
Xã Lakeport (tiếng Anh: Lakeport Township) là một xã thuộc quận Woodbury, tiểu bang Iowa, Hoa Kỳ. Năm 2010, dân số của xã này là 163 người.